# Perasis sareptana
Perasis sareptana är en tvåvingeart som beskrevs av Hermann 1906. Perasis sareptana ingår i släktet Perasis och familjen rovflugor. Inga underarter finns listade i Catalogue of Life.